# Ристиоя
Ристиоя — река в России, протекает по Питкярантскому району Карелии.
Исток — болото Мустасуо, южнее истоков Мустайоки. Впадает в Ладожское озеро на южной окраине Питкяранты. Перед устьем пересекает трассу 86К-8 («Олонец — Питкяранта — Леппясилта») и железную дорогу Лодейное Поле — Янисъярви. Длина реки составляет 13 км.
Левый приток — Вехкаоя.

## Данные водного реестра
По данным государственного водного реестра России относится к Балтийскому бассейновому округу, водохозяйственный участок реки — Водные объекты бассейна оз. Ладожское без рр. Волхов, Свирь и Сясь, речной подбассейн реки — Нева и реки бассейна Ладожского озера (без подбассейна Свирь и Волхов, российская часть бассейнов). Относится к речному бассейну реки Нева (включая бассейны рек Онежского и Ладожского озера).
Код объекта в государственном водном реестре — 01040300212102000011181.